# Sara Baartman

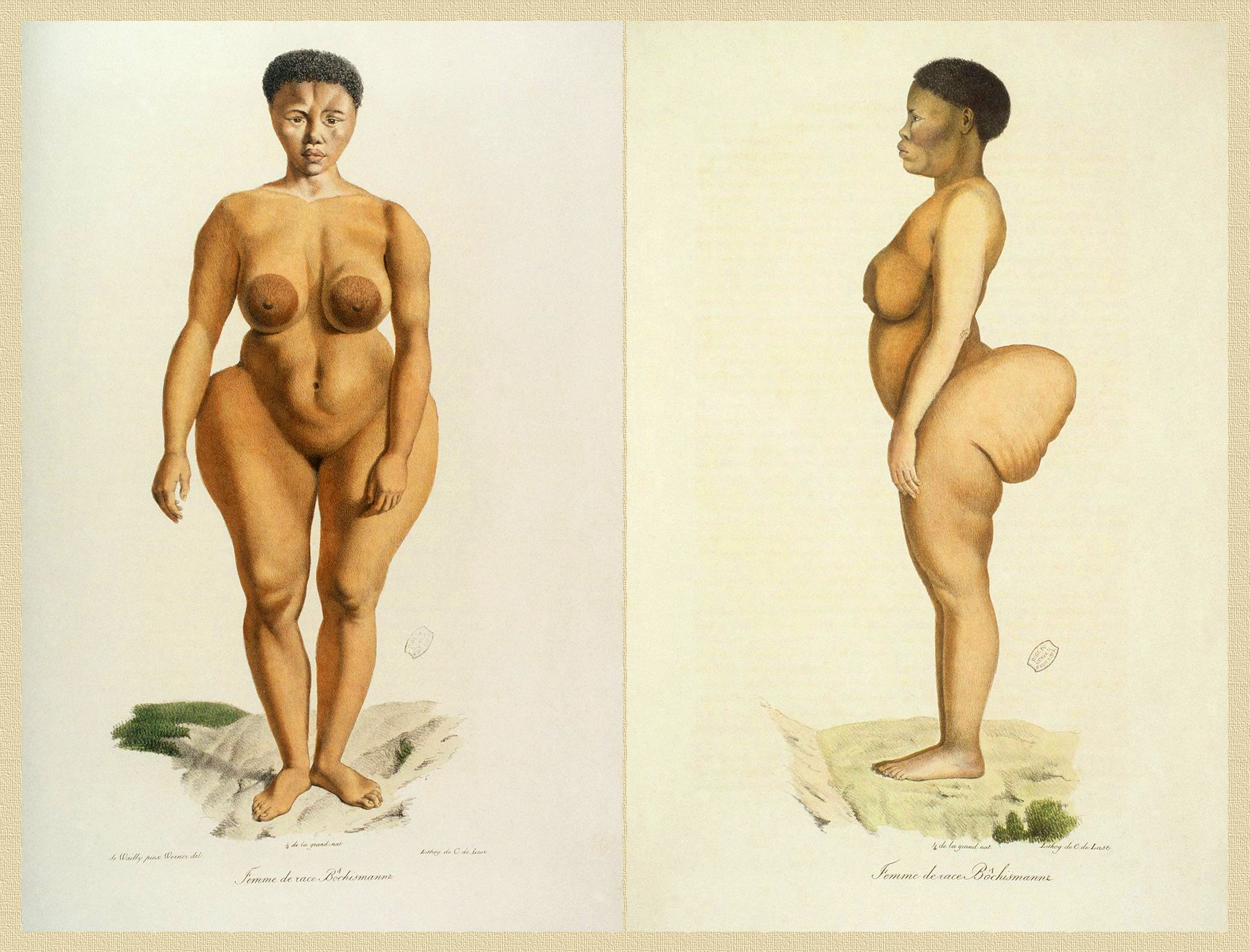
Sarah Saartjie Baartman

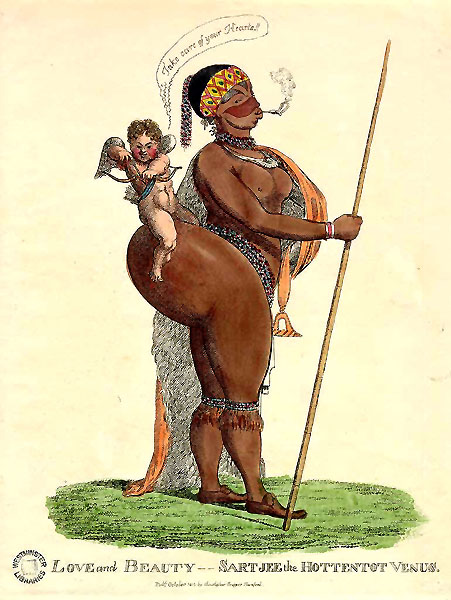
Caricatura de Sara Baartman, segle XIX

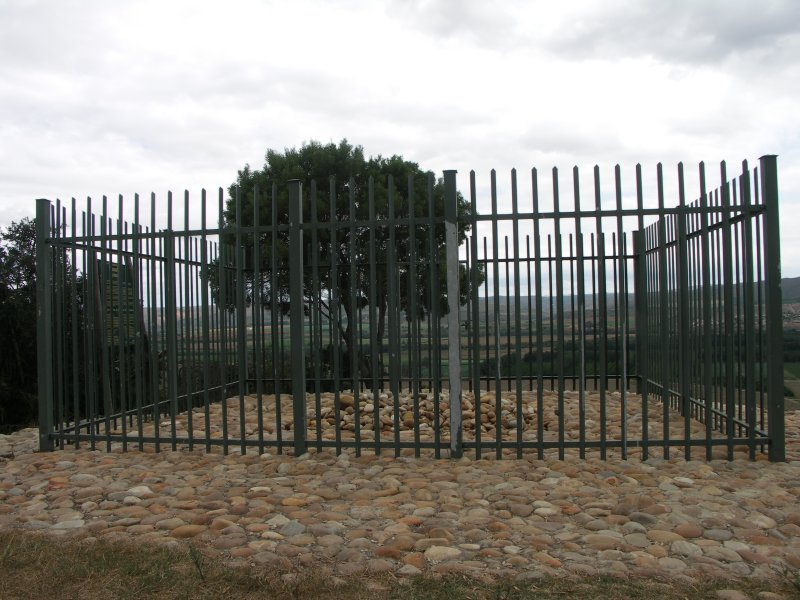
Tomba de Sara Baartman a Hankey, a prop del seu lloc de naixement

Sara Baartman o Saartjie Baartman (zona del riu Gamtoos, Sud-àfrica, aprox. 1789 - París, 29 de desembre de 1815) fou una dona del poble khoikhoi que va ser famosa en tot el món amb el nom de la Venus hotentot, en francès Vénus hottentote.

## Biografia
El seu veritable nom khoisan és desconegut. Hom només en coneix el nom Saartjie, diminutiu neerlandès de Sara i el cognom Baartman, també d'origen neerlandès, tot i que ella era khoikhoi. Va ser òrfena quan era encara una xiqueta. A part del seu idioma parlava molt bé l'afrikaans.
Baartman era l'esclava d'uns terratinents holandesos a la vora de la ciutat del Cap quan Hendrick Cezar, germà del seu propietari, li suggerí que viatgés a Anglaterra i que faria fortuna exhibint el seu cos. Els atributs del seu cos, com l'acusada esteatopígia i els llavis menors allargats (sinus pudoris), eren comuns entre els pobles khoisan, però relativament desconeguts a Europa. Així, Baartman va ser portada a Londres el 1810.
Baartman fou exhibida en diverses ciutats d'Anglaterra com la "Venus hotentot". Havia d'entretenir el públic bellugant les natges, sovint amb la cara pintada en exhibicions que n'emfasitzaven l'exotisme. Aquests espectacles foren considerats de mal gust per grups abolicionistes i l'African Association en va fer una denúncia.
Baartman fou portada davant del jutge i s'expressà de manera clara en neerlandès, declarant que no s'exhibia sota pressions i que rebia el cinquanta per cent dels beneficis de la recaptació. Zachary Macaulay, de l'African Association, li va oferir de repatriar-la al seu país, però ella refusà. Si Baartman es trobava sota pressions o amenaces és desconegut. Potser es negava a tornar a la província del Cap perquè el seu poble, aleshores esclavitzat, patia condicions d'humiliació pitjors que la degradació que ella experimentava en les seves exhibicions a Londres.
L'any 1815, Baartman va canviar d'agent artístic i anà a París. Allà, la seva visita va inspirar sobretot els científics i metges de l'època. Així, va ser examinada moltes vegades al Jardí de les Plantes. Els gravats que ens n'han arribat daten d'aquesta època. Baartman no va sobreviure gaire temps, però, car a finals del mateix any va morir de pneumònia.
El naturalista Georges Cuvier va fer la dissecció del cadàver. L'esquelet, el cervell i els òrgans sexuals de Baartman foren conservats i se'n va fer un motlle del cos en guix. Aquests es varen exhibir un temps al Museu Nacional d'Història Natural de França.

## Repatriació de les restes mortals
L'any 1982, Stephen Jay Gould i Élisabeth de Fontenay varen escriure articles criticant el sexisme i l'etnocentrisme de la manera en què Baartman havia estat tractada pel suposat "món civilitzat". Aleshores, va començar una campanya per retornar la dignitat a aquesta dona sud-africana que va culminar amb el repatriament de les seves restes mortals al seu país d'origen. A Sud-àfrica, Baartman va tindre pòstumament un funeral amb tots els honors i el president Thabo Mbeki va llegir una elegia durant la cerimònia. La seva tomba es troba a Hankey, a la zona del riu Gamtoos, Cap Oriental.